# جیمز نوبل
جیمز نوبل (به انگلیسی: James Noble) سناتور سابق عضو حزب ملی جمهوری‌خواه بود. وی در سال ۱۸۱۶ تا ۱۸۳۱ میلادی سناتور ایالت ایندیانا در سنای ایالات متحده آمریکا بود.